# Gérard Ouédraogo
Pour les articles homonymes, voir Ouedraogo.
Kango Ouédraogo dit Gérard Ouédraogo est un homme d'État et diplomate burkinabé, né le 19 septembre 1925 à Ouahigouya et mort le 1er juillet 2014 à Ouagadougou.

## Biographie
Gérard Ouédraogo est né le 19 septembre 1925, à Ouahigouya, à l'entrée d'un site ancestral, la grotte de Naaba Kango. Son prénom Kango était à l'origine Kango, c'est-à-dire le champ qui entoure un palais ou une concession. Il est le cousin de Mamadou Ouédraogo.

## Parcours politique
Fondateur du MRV (Mouvement de regroupement voltaïque), il a été député de la Haute-Volta sous la IVe République, puis dans la première Assemblée nationale de la Ve République. Il est ambassadeur du nouvel État indépendant de Haute-Volta en Grande-Bretagne de 1960 à 1966. Par la suite, il continue de jouer un rôle important dans la vie politique du pays, notamment en siégeant à l'Assemblée nationale pour la circonscription de Ouahigouya et en étant l'un des cadres de l'UDV/RDA (Union démocratique voltaïque, membre du Rassemblement démocratique africain). Il est premier ministre de la Haute-Volta de 1971 à 1974, sous la présidence d'Aboubacar Sangoule lamizana.
Président de l'Assemblée nationale lors du coup d'État de Saye Zerbo le 25 novembre 1980, il est emprisonné à plusieurs reprises sous les dictatures de Saye Zerbo, Thomas Sankara et Blaise Compaoré. Depuis l'assouplissement du régime présidé par ce dernier chef d'État au début des années 1990, il a été élu député à deux reprises sous la IVe République, avant de démissionner le 27 mai 1998. Peu après, le Rassemblement démocratique africain l'a nommé président d'honneur à vie.